# Швайнфурти
Швайнфуртите (на немски: Haus Schweinfurt са стар немски благороднически род.
Първият маркграф Бертхолд е вероятно син или внук на Арнулф I († 14 юли 937 в Регенсбург, от 907 г. херцог на Бавария) от род Луитполдинги. Майка му е от род Попони. Маркграфовете измират през 1057 г. Техните владения наследяват графовете на Андекс, след като Гизела от Швайнфурт се омъжва за граф Арнолд от Дийсен.
Графството Швайнфурт има владения в Нордгау, Раденцгау и във Фолкфелдгау. Главният замък на фамилията се намирал в Петерщирн, източно от днешния град Швайнфурт.
След въстанието в Швайнфурт през август 1003 г. графството е разгромено. Сродяват се с Ардуините.

## Личности
- Бертхолд фон Швейнфурт († 15 януари 980), граф в Нордгау
- Бурхард I фон Халберщат, епископ на Халберщат
- Айлика фон Швайнфурт, съпруга на Бертхолд, основателка на Бенедиктинския манастир Швайнфурт
- Хайнрих от Швайнфурт († 18 сепрември 1017), син na Бертхолд, маркграф в Нордгау
- Ото от Швайнфурт († 28 сепрември 1057), негов син, 1024 – 1031 маркграф на Нордгау, от 1048 херцог на Швабия, ∞ 1036 за Ирмгард (Имила), † 1077/1078 (Ардуини)
- Юдит фон Швайнфурт (* пр. 1003; † 2 август 1058), херцогиня на Бохемия